# Christoff van Heerden
Christoff van Heerden (* 13. Januar 1985) ist ein ehemaliger südafrikanischer Radrennfahrer.
Van Heerden gewann 2008 die Gesamtwertung und drei Etappen der Tour of Hong Kong Shanghai. Im Jahr 2009 wurde er mit der südafrikanischen Nationalmannschaft Afrikameister im Mannschaftszeitfahren. Bei den südafrikanischer Meisterschaften 2010 gewann er den Titel im Straßenrennen.

## Erfolge
2008
- Gesamtwertung und drei Etappen Tour of Hong Kong Shanghai

2009
- Afrikameister – Mannschaftszeitfahren (mit Reinardt Janse van Rensburg, Ian McLeod und Jay Robert Thomson)

2010
- Südafrikanischer Meister – Straßenrennen

## Teams
- 2007 Team Konica Minolta-Bizhub
- 2008 Team Konica Minolta-Bizhub
- 2009 MTN Cycling
- 2010 MTN Energade
- 2011 MTN Qhubeka (bis 31.07.)
- 2012 Team Bonitas
- 2013 Team Bonitas